# 斯坎德培軍事大學
斯坎德培軍事大學是阿爾巴尼亞的一間軍事學校，原名為「斯坎德培軍事學院」（Skanderbeg Military Academy），專為阿爾巴尼亞訓練海陸空各軍種的軍官。該校成立於1945年，並於90年代初關閉，直到1995年在德國漢諾威軍事學院的幫助下重新開辦。